# Helcostizus subaequalis
Helcostizus subaequalis är en stekelart som beskrevs av Henry Keith Townes, Jr. 1983. Helcostizus subaequalis ingår i släktet Helcostizus och familjen brokparasitsteklar. Inga underarter finns listade i Catalogue of Life.